# Tribulus pentandrus
Tribulus pentandrus là một loài thực vật có hoa trong họ Zygophyllaceae.